# Litobrochia milneana
Litobrochia milneana là một loài dương xỉ trong họ Pteridaceae. Loài này được Carruth. mô tả khoa học đầu tiên năm 1873.
Danh pháp khoa học của loài này chưa được làm sáng tỏ. 